# Selena Gomez & the Scene
Selena Gomez & the Scene – amerykański zespół muzyczny wykonujący pop, aktywny w latach 2008–2012 w Hollywood w stanie Kalifornia. Pierwszy skład grupy utworzyli: wokalistka Selena Gomez, gitarzysta Ethan Roberts, basista Joey Clement, perkusista Greg Garman oraz keyboardzista Nick Foxer.
Debiutancki album zespołu, zatytułowany Kiss & Tell, ukazał się 29 września 2009 roku. Płyta zadebiutowała na 9. miejscu listy Billboard 200 i w niespełna pół roku uzyskała status złotej. Drugi album A Year Without Rain miał swoją premierę 17 września 2010 roku, trafił na 4. miejsce Billboard 200 i uzyskał certyfikat złotej płyty. Ostatnim albumem zespołu została płyta, zatytułowana When the Sun Goes Down, która ukazała się 28 czerwca 2011 roku. W 2013 roku Selena w wywiadzie dla Speakeasy oficjalnie ogłosiła rozwiązanie zespołu i dodała, że artyści poszli swoimi drogami.

## Muzycy
Ostatni skład zespołu
- Selena Gomez – wokal prowadzący (2008–2012)
- Greg Garman – perkusja (2008–2012)
- Joey Clement – gitara basowa, wokal wspierający (2008–2012)
- Drew Taubenfeld – gitara (2008–2012)
- Dane Forrest – instrumenty klawiszowe, wokal wspierający (2008–2012)

Muzycy koncertowi
- Lindsey Harper – wokal wspierający (2010–2012)
- Katelyn Clampett – wokal wspierający (2011–2012)
- Ashleigh Haney – wokal wspierający (2011)
- Christina Grimmie – wokal wspierający (2010–2011)

Byli członkowie zespołu
- Nick Foxer – instrumenty klawiszowe, wokal wspierający (2008–2009)
- Ethan Roberts – gitara, instrumenty klawiszowe, wokal wspierający (2008–2012)

## Dyskografia

### Albumy
| Rok  | Tytuł | Pozycja na liście | Pozycja na liście | Pozycja na liście | Pozycja na liście | Pozycja na liście | Pozycja na liście | Pozycja na liście | Pozycja na liście | Pozycja na liście | Pozycja na liście | Pozycja na liście | Certyfikat                                |
| Rok  | Tytuł | USA               | AUS               | AUT               | CAN               | FRA               | GER               | JPN               | NZ                | SWI               | UK                | POL               | Certyfikat                                |
| ---- | --- | ----------------- | ----------------- | ----------------- | ----------------- | ----------------- | ----------------- | ----------------- | ----------------- | ----------------- | ----------------- | ----------------- | ----------------------------------------- |
| 2009 | Kiss & Tell - Data: 29 września 2009 - Wydawca: Hollywood Records - Format: CD, digital download           | 9                 | –                 | 4                 | 22                | 24                | 19                | 36                | 21                | 36                | 12                | 4                 | - USA: złota płyta                        |
| 2010 | A Year Without Rain - Data: 17 września 2010 - Wydawca: Hollywood Records - Format: CD, digital download   | 4                 | 46                | 19                | 6                 | 26                | 22                | 47                | 24                | 37                | 14                | 11                | - USA: złota płyta - POL: platynowa płyta |
| 2011 | When the Sun Goes Down - Data: 28 czerwca 2011 - Wydawca: Hollywood Records - Format: CD, digital download | 3                 | 14                | 11                | 2                 | 47                | 18                | 21                | 9                 | 27                | 15                | 11                | - USA: złota płyta - POL: złota płyta     |

### Single
| 2009                             | „Falling Down”              | 82 | – | –  | –  | 69 | –  | –  | –  | –  |                                                  | Kiss & Tell            |
| 2010                             | „Naturally”                 | 29 | 1 | 46 | 37 | 18 | 14 | 20 | 7  | 2  | - USA: 4× platynowa płyta - CAN: platynowa płyta | Kiss & Tell            |
| 2010                             | „Round and Round”           | 24 | 2 | 80 | 62 | 51 | 52 | –  | 47 | 39 | - USA: platynowa płyta                           | A Year Without Rain    |
| 2010                             | „A Year Without Rain”       | 35 | 1 | 78 | –  | 30 | 56 | –  | 78 | 41 | - USA: 2× platynowa płyta                        | A Year Without Rain    |
| 2011                             | „Who Says”                  | 21 | 5 | 57 | 62 | 17 | 44 | 15 | 51 | –  | - USA: platynowa płyta                           | When the Sun Goes Down |
| 2011                             | „Love You Like a Love Song” | 22 | 1 | 48 | –  | 10 | –  | 21 | 58 | 3  | - USA: 4× platynowa płyta                        | When the Sun Goes Down |
| 2012                             | „Hit the Lights”            | –  | – | –  | –  | 55 | –  | –  | –  | 33 | - USA: platynowa płyta                           | When the Sun Goes Down |
| „ – ” pozycja nie była notowana. |                             |    |   |    |    |    |    |    |    |    |                                                  |                        |

## Teledyski
| Rok  | Tytuł                           | Reżyseria                       |
| ---- | ------------------------------- | ------------------------------- |
| 2009 | „Falling Down”                  | Chris Dooley                    |
| 2009 | „Naturally”                     | Chris Dooley                    |
| 2010 | „Round & Round”                 | Phillip Andelman                |
| 2010 | „A Year Without Rain”           | Chris Dooley                    |
| 2010 | „Un Año Sin Lluvia”             | Chris Dooley                    |
| 2011 | „Who Says”                      | Chris Applebaum                 |
| 2011 | „Love You Like a Love Song”     | Geremy Jasper, Georgie Greville |
| 2011 | „Middle of Nowhere (Live)”      |                                 |
| 2011 | „Hit the Lights”                | Philip Andelman                 |
| 2011 | „Hit the Lights” (wersja nocna) | Philip Andelman                 |

## Nagrody i wyróżnienia
| Rok  | Nagroda                 | Kategoria                                                                    | Tytułem                   | Uwagi     |
| ---- | ----------------------- | ---------------------------------------------------------------------------- | ------------------------- | --------- |
| 2010 | Teen Choice Awards      | Choice Music: Group                                                          | Selena Gomez & The Scene  | Nagroda   |
| 2010 | Teen Choice Awards      | Choice Music: Breakout Artist – Female                                       | Selena Gomez & The Scene  | Nagroda   |
| 2010 | MTV Europe Music Awards | Best Push Act                                                                | Selena Gomez & The Scene  | Nagroda   |
| 2011 | Peoples Choice Awards   | Favorite Breakout Artist                                                     | Selena Gomez & The Scene  | Nagroda   |
| 2011 | Kids’ Choice Awards     | Favorite Female Singer                                                       | Selena Gomez              | Nominacja |
| 2011 | MuchMusic Video Awards  | MuchMusic Video Award for People’s Choice: Favourite International Video     | A Year Without Rain       | Nominacja |
| 2011 | MuchMusic Video Awards  | MuchMusic Video Award for MuchMusic.com Most Watched Music Video Of The Year | A Year Without Rain       | Nominacja |
| 2011 | Teen Choice Awards      | Choice Music: Group                                                          | Selena Gomez & The Scene  | Nominacja |
| 2011 | Teen Choice Awards      | Choice Music: Single                                                         | Who Says                  | Nominacja |
| 2011 | Teen Choice Awards      | Choice Music: Love Song                                                      | Love You Like a Love Song | Nominacja |